# Mega (entreprise automobile)
Pour les articles homonymes, voir Mega.
Mega est une marque d'automobiles française créée en 1992 par la société AIXAM (elle-même créée en 1983), devenant de ce fait AIXAM-MEGA, avec comme objectif de diversifier la gamme de véhicules, et notamment de s'implanter sur le marché des véhicules « avec permis ». Le groupe AIXAM-MEGA est implanté dans la région Auvergne-Rhône-Alpes et produit plus de 12 000 véhicules chaque année sur près de 8 hectares.
La marque Mega a produit des véhicules conventionnels à vocation sportive. Elle s'est forgé une solide réputation dans le monde de l'automobile sportive et de la compétition (courses sur glace – Trophée Andros - dans les déserts – Dakar 2000).

## Historique
Outre la Mega Ranch, voiture à carrosserie polyester sur base de Citroën AX, déclinée en Mega Club, Mega Club Cabriolet, il y a aussi à partir de 1999 la Mega Concept 2, plutôt basée sur la Citroën Saxo, et enfin la Mega Track et un coupé, la Mega Monte Carlo. Ensuite, le constructeur se lance dans les véhicules sans permis (Mega VSP).
En 2002, Mega se lance dans les utilitaires ultra-légers, Diesel et électriques. En 2011, la marque lance le e-Worker, un petit utilitaire électrique, puis le D-Truck (Diesel) en 2013 et le e-Truck, sa déclinaison électrique, en 2014,.

## Modèles
- Club/Ranch
- Mega Concept 2
- Mega Track
- Mega Monte Carlo

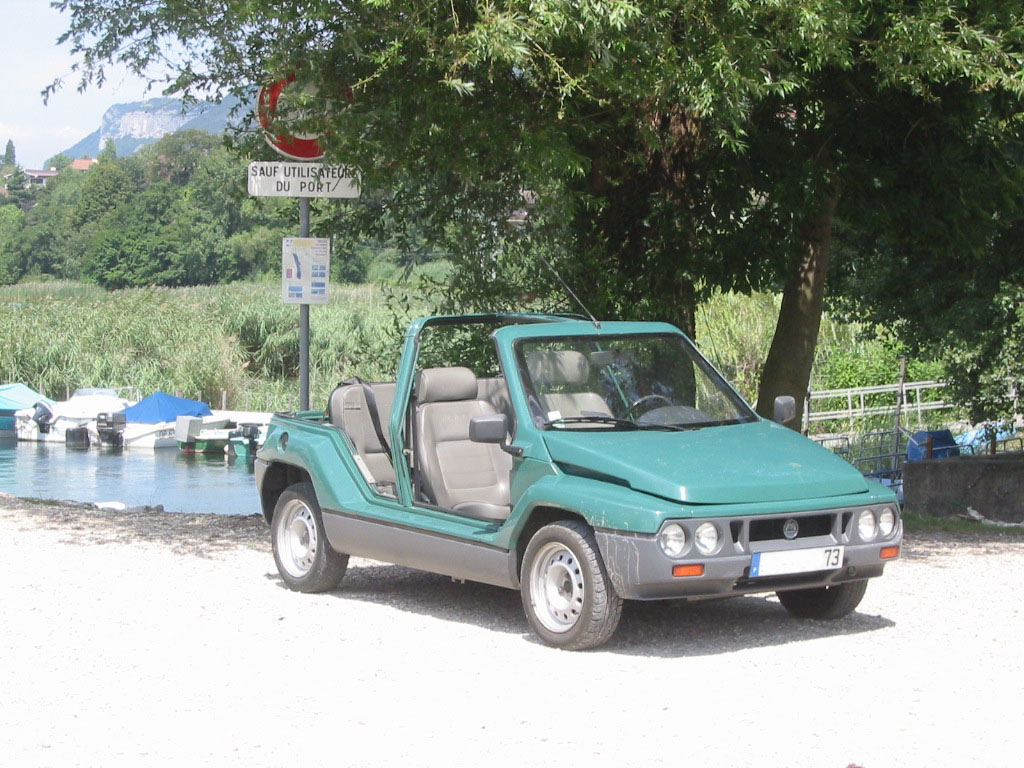
Une Mega Ranch

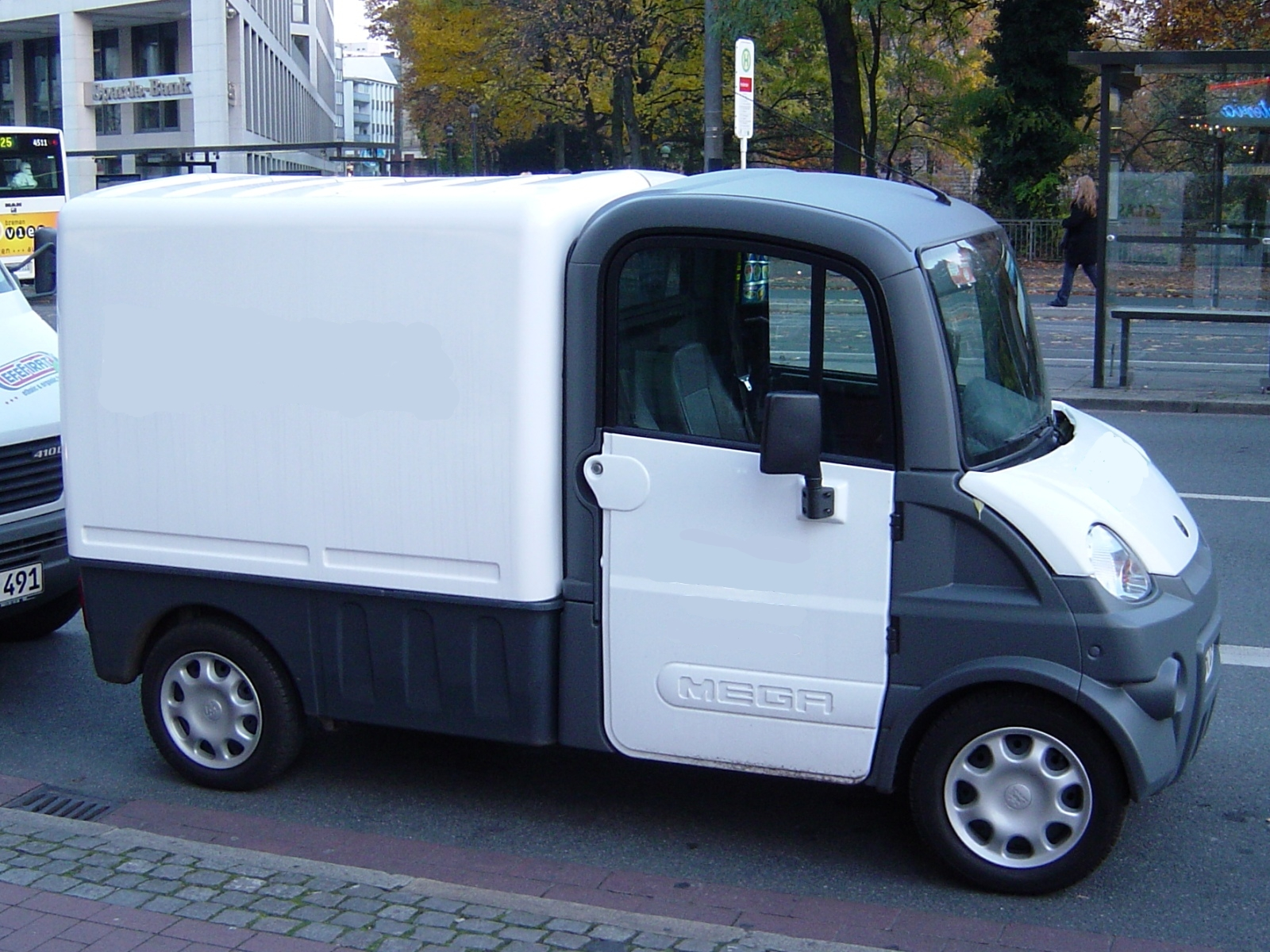
Mega MultiTruck

Utilitaires (versions fourgon, isotherme, pick-up, à plateau basculant, etc.)
- Multitruck
- e-Worker
- D-Truck
- e-Truck

## Compétition
La marque a participé à diverses épreuves comme le Trophée Andros et les 24 Heures de Chamonix (MEGA Glace), ainsi que le Paris-Dakar (MEGA Désert).

## Palmarès
- Vainqueur du Trophée Andros 1994 avec François Chauche.
- Deuxième du Rallye Dakar 2000 avec Stéphane Peterhansel.

## Cinéma
Divers véhicules Mega apparaissent dans quelques films ou séries télévisées, dont Polisse (2011) ou Le Gendre idéal (2008).